# Đỗ Bá Tỵ
Đỗ Bá Tỵ (Hanoi, 1954) è un generale e politico vietnamita, attuale vicepresidente dell'Assemblea nazionale del Vietnam.

## Biografia
Đỗ Bá Tỵ è nato nel 1954 a Hanoi. Ha aderito al Partito Comunista del Vietnam nel 2006, servendo come commissario militare del comitato provinciale di partito.
le sue altre posizioni includono:
- Vice-comandante e capo di stato maggiore della 2ª Regione militare (Esercito popolare vietnamita) (2001-2007)
- Comandante della 2ª Regione militare (Esercito popolare vietnamita) (2007-2010)
- Capo dello stato maggiore generale dell'Esercito popolare vietnamita (2010-2016)[2]

Đỗ Bá Tỵ è stato promosso al grado di Maggior generale nel 2001, a Tenente generale nel 2007, a Colonnello generale nel 2011 e a Generale d'armata nel 2015.